# Yamaha Exciter
Yamaha Exciter là dòng xe côn tay thể thao được sản xuất và phân phối bởi yamaha. Ra mắt thị trường năm 2005, Exciter được Yamaha thêm phiên bản côn tay (bên cạnh phiên bản côn tự động) vào năm 2011 trước khi có bước ngoặt lớn khi được nâng cấp dung tích lên 150 cc vào tháng 12/2014.

## Đặc điểm kỹ thuật Exciter 150
| Đặc điểm                         | Kỹ thuật                                                       |
| Động cơ                          |                                                                |
| -------------------------------- | -------------------------------------------------------------- |
| Loại động cơ                     | 4 thì, xylanh đơn, 4 van, SOHC, làm mát bằng dung dịch         |
| Bố trí xy lanh                   | Xy lanh đơn, nghiêng phía trước                                |
| Dunh tích xy lanh                | 149.7cc                                                        |
| Đường kính và hành trình piston  | 57.0 x 58.7 mm                                                 |
| Tỷ số nén                        | 10.4:1                                                         |
| Công suất tối đa                 | 11.3 kW (15.4 PS) / 8,500 vòng/phút                            |
| Mô men cực đại                   | 13.8 N·m (1.4 kgf·m) / 7,000 vòng/phút                         |
| Hệ thống khởi động               | Cần đạp và khởi động bằng điện                                 |
| Hệ thống bôi trơn                | Cácte ướt                                                      |
| Dung tích dầu máy                | 0.95 lít                                                       |
| Dung tích bình xăng              | 4,2 lít                                                        |
| Bộ chế hòa khí                   | Phun xăng (1 vòi phun)                                         |
| Hệ thống đánh lửa                | T.C.I (kỹ thuật số)                                            |
| Tỷ số truyền sơ cấp và thứ cấp   | 2,875 / 2,600                                                  |
| Hệ thống ly hợp                  | Ly tâm loại ướt                                                |
| Kiểu hệ thống truyền lực         | 5 số                                                           |
| Tỷ số truyền động                | 1st: 2.833 / 2nd: 1.875 / 3rd: 1.429 / 4th: 1.143 / 5th: 0.957 |
| Khung xe                         |                                                                |
| Loại khung                       | Ống thép – cấu trúc kim cương                                  |
| Kích thước bánh trước / bánh sau | 70/90-17M/C 38P / 120/70-17M/C 58P (lốp không săm)             |
| Phanh trước                      | Đĩa thủy lực (đường kính 245.0 mm)                             |
| Phanh sau                        | Đĩa thủy lực (đường kính 203.0 mm)                             |
| Giảm xóc trước                   | Ống lồng                                                       |
| Giảm xóc sau                     | Lò xo trục đơn                                                 |
| Đèn trước                        | Bóng đèn Halogen 12V 35/35W×1                                  |
| Kích thước                       |                                                                |
| Kích thước (Dài x Rộng x Cao)    | 1,970 mm × 670 mm × 1,080 mm                                   |
| Độ cao yên xe                    | 780 mm                                                         |
| Khoảng cách giữa 2 trục bánh xe  | 1,290 mm                                                       |
| Khoảng cách gầm so với mặt đất   | 145mm                                                          |
| Trọng lượng                      | 115 kg                                                         |

## 5 phiên bản của xe côn tay Yamaha Exciter 150
Kể từ lúc ra đời từ 2014 đến nay, Exciter 150 đã có tất cả năm phiên bản, trong đó có tới 3 phiên bản giới hạn (Limited). Đó là GP, RC, Movistar, Camo và Matte Black. 
Thông số chiều cao yên xe của dòng xe Exciter 135 là 770mm, mặc dù có chiều cao yên xe thấp hơn so với các phiên bản Exciter 150 và 155. Tuy nhiên, chiều cao này lại phù hợp và mang đến sự cân đối hài hòa cho tổng thể cho phiên bản 135.
Đối với phiên bản Exciter 150 2019, không chỉ cải tiến về thiết kế và bổ sung nhiều tính năng mới, mà nó còn có sự khác biệt về thông số chiều cao yên xe là 795mm. Với sự cải tiến về chiều cao của yên xe, giúp tổng thể thân xe cao hơn và mạnh mẽ hơn.
Tiếp theo là phiên bản cao cấp Exciter 155 ra mắt thị trường vào đầu năm 2021, tương tự như phiên bản 150 ở phiên bản 155 có chiều cao yên là 795mm.
Một lưu ý nhỏ, khi muốn thay đổi yên xe Exciter bạn nên lựa chọn chiều cao yên xe phù hợp với tổng thể và mang đến sự hài hòa, cân đối của phần yên phía sau không chênh lên quá cao so với yên trước.
Về phần độ cao yên xe Exciter thường được đặt ở mức 764mm, đây là độ cao hợp lý và không gây ra sự chênh lệch giữa yên trước và yên sau.

### Exciter GP
GP là mẫu xe côn tay đầu tiên xuất hiện thay thế cho Exciter 135. Vẫn được Yamaha giữ nguyên hình dáng và màu sắc xanh trắng, nhưng động cơ đã được nâng cấp và khác biệt hơn nhiều. Hộp số cũng nâng lên 5 cấp thay vì 4 như trước. Một vài thay đổi ngoại hình đáng chú ý có thể kể đến là thay đèn định vị từ sử dụng halogen sang đèn LED, đèn xi nhan được tách riêng không ở chung với đèn định vị nữa, ngoài ra bánh xe Exciter GP là loại có kích thước lớn nhất trong các dòng xe số thể thao (120/70-17) giúp xe vận hành ổn định trong mọi điều kiện đường sá. Mặt đồng hồ cũng được trang bị kĩ thuật số đa chức năng, bình xăng cũng nâng cấp lên 4,2 lít. Xét một cách tổng thể thì mẫu xe côn tay 150 vượt trội hơn nhiều so với dòng Exciter 135 trước đó.

### Exciter RC
Exciter RC được Yamaha làm mới với 3 màu sắc cơ bản đỏ-đen ánh kim, trắng-đen ánh kim và vàng. Đây là phiên bản xe côn tay có giá rẻ nhất trong dòng Exciter 150 tính đến thời điểm hiện tại, vì giá đề xuất của hãng Yamaha cho dòng xe này chỉ chưa tới 45 triệu đồng.
Ngoài màu tem xe, các thông số kĩ thuật của Exciter vẫn được giữ nguyên. Đáng kể nhất là chính sách bảo hành cho chiếc xe này. Ban đầu chỉ có 12000 km/1 năm, hiện tại đã lên tới 30000 km/3 năm.

### Exciter Movistar
Exciter 150 Movistar có ngoại hình thoạt nhìn dễ làm người ta liên tưởng đến những đường đua nổi tiếng, bởi chiếc xe này có màu sơn và bộ tem đã được thiết kế gần giống nhất so với bản gốc của đội đua MotoGP. Điểm nhấn của chiếc xe này là logo hình chữ M được hiển thị trên xe từ đầu, đuôi, phần thân rất nổi bật. Là một trong ba phiên bản giới hạn số lượng sản xuất (Limited) trong dòng Exciter, theo như thông báo từ hãng Yamaha thì chỉ có 10.000 chiếc Movistar được bán ra trên thị trường.

### Exciter Camo
Exciter Camo cũng là một phiên bản Limited, ra đời vào tháng 7 năm 2015 với nước sơn màu rằn ri rất giống hình ảnh nhà binh. Tháng 8 năm 2016, hãng Yamaha đã thiết kế lại màu sơn của dòng xe Camo này, với tông màu nhạt hơn. Điểm nhấn của xe là mức giá tăng lên đáng kể (thời điểm hiện tại là 47 triệu đồng), và cũng là một phiên bản Limited.

### Exciter Matte Black
Là mẫu xe côn tay mới nhất ở thời điểm hiện tại, ra đời từ 2016 đến nay và là phiên bản Limited cuối cùng, Matte Black có nước sơn màu đen nhám. Cũng tương tự như 2 phiên bản Limited trước đó, chiếc xe mới này không có gì thay đổi về các đặc tính kĩ thuật.